# Frontera natural
Se llama frontera natural a la frontera que está compuesta por componentes o formada por elementos geográficos, como el mar, una cordillera o un río. La idea de frontera natural fue elaborada en el siglo XVIII bajo la égida de la filosofía racionalista por el Estado francés, como reivindicación de la ampliación de sus fronteras políticas. Lo que en un principio se refería al establecimiento de una frontera como mayor garantía defensiva se trasformó durante los siguientes siglos en un argumento para la extensión territorial como base para el imperialismo y el nacionalismo.
Esta noción fue utilizada frecuentemente en el siglo XIX y en el siglo XX, para legitimar la extensión de los territorios entre los Estados occidentales o en sus colonias; pero también por las mismas colonias cuando alcanzaron su independencia.
Pero la geografía contemporánea ha demostrado que, a pesar de las ideas políticas, las fronteras reales cambian, por ejemplo, según los resultados de las guerras y, por lo tanto, no están determinadas por elementos naturales. Además, hay casos en los que resulta evidente que un río, por ejemplo, en lugar de ser una frontera puede ser el centro de un territorio, como sucede con el Nilo.